# Синдром посторгазмичке болести
Синдром посторгазмичке болести (скраћено POIS) или семени грип је скуп симптома који укључују повишену телесну температуру, цурење из носа, изражен умор и пецкање у очима, одмах након ејакулације — спонтане ноћу, током сексуалног односа или мастурбације. Овај синдром, јавља се након само неколико минута до неколико сати након ејакулације и нестаје спонтано након 3 до 7 дана.
POIS је највероватније аутоимуно обољење које може довести до великог стреса код мушкараца и њихових партнера. Постоје два подтипа болести: примарни и секундарни POIS, који се могу јавити пре или после стерилизације мушкарца. 
Према резултатима две студије, синдром се углавном јавља код мушкараца који су алергични на своју сперму, мада се може јавити (јако ретко) и код жена. У тим случајевима се претпоставља да је алергија повезан са женским простатским ткивом око вагине.
Лечи се терапијом хипозензитизације, убризгавањем сопствене сперме у тело. Након три године терапије, синдром посторгазмичке болести се значајно смањује.

## Историјат болести
Године 2002. Велдингер и Швајцер први су објавили извештај о двојице мушкараца који су имали сличне, али изузетно карактеристичке промене које нису биле до тада описане у медицинској литератури. Наиме ова два мушкарца разбољевала су се одмах након ејакулације, било током секса, мастурбације или спонтано ноћу. Болест је започела са симптомима попут грипа, као што су осећај грознице, сумаглице, вртоглавице и/или болова у мишићима руку и ногу, праћених потешкоћама у концентрацији пажњи и пријему надражајае. Описане тегобе трајале су око 5 до 7 дана, након чега су нестајале све до следеће ејакулације. 
Овој новој групи симптома било је потребно име. Аутори су то назвали "„синдром посторгазмичне болести”  енгл. post orgasmic illness syndrome, или скраћено на енгл.језику „POIS”.
После прве публикације о ПОИС-у, постепено се повећавао број мушкараца широм света, код којих су препознати симптоми ПОИС-а. То је било велико олакшање за болеснике, чија је болест коначно добила званичну дијагнозу, јер више нису морали да пате због психијатријског поремећаја или мистериозне соматске болести, на које су им указивале различите медицинске специјалисти.

## Етиопатогенеза
На основу првих истраживања синдром посторгазмичке болестиве је воватно аутоимунска болест проузрокована аутоимунском реакцијом на супстанцу из човекове сперми. У том смислу физичке и когнитивне симптоме ПОИС-а изазивају неки специфични цитокини, који се ослобађају имунолошком реакцијом која се јавља током ејакулације. Након ових сазнања откриће антигена у семиналној течности, која узрокује аутоимунску реакцију, постало је од највеће важности за боље разумевање и проналажење ефикасног третмана ПОИС-а. 
У потрази за узроцима ПОИС-а, поставило се питање који део ејакулата садржи антиген (Аг) који покреће имунолошку реакцију. Наиме након открића Велдингера 2015. да се ПОИС јавила и после стерилизације код три мушкарца, дошло се до сазнања да антиген највероватније није везана за сперматозоид, већ је повезана са материјалом из семене течности. Иако се након стерилизације, сперматозоиди више не ејакулирају у генитални систем, семина течност наставља да се ствара, у простати и/или семеним везикулама. 
Валдингер је недавно објавио податке о првој жени која се жалила на симптоме ПОИС-а. Према Велдингеру, антиген, који покреће напад ПОИС-а, може произвести ткиво простате у мушкараца, или ткиво простате, која се код жена налази у горњем зиду вагине.

## Карактеристике типови трајање и пратећи знаци
Иако је клиничка слика ПОИС-а варијабилна, на основу неколико спроведених студија, начињена је врло добра скала од пет критеријума:
| Број критеријум | Kарактеристике                 | Симптоми |
| --------------- | ------------------------------ | --- |
| I.              | Осећај стања попут грипа       | Екстремни замор или исцрпљеност, слабост мускулатуре, осећај грознице или знојења, поремећаји расположења и/или раздражљивост, тешкоће у памћењу, проблеми концентрације, неусклађеност говора, загушење нос или водени нос, свраб |
| II.             | Сви симптоми се јављају одмах  | Након исте секунде, једног минута или у року од неколико сати након ејакулације која се иницирана коитусом и/или мастурбацијом и/или спонтано (нпр током сна).                                                                     |
| III.            | Симптоми се јављају скоро увек | У више од 90% случајева ејакулације |
| IV.             | Трајање симптома               | Већина ових симптома траје око 2 до 7 дана. |
| V.              | Повлачење симптома             | Симптоми нестају спонтано. |

Валдингер и сар. након сопственог истраживања показали да се симптоми (нпр критеријум 1 од у табели напред наведених пет тачака) значајно разликују и могу се разврстати у седам кластера симптома, пртема наводима самих пацијента.
| Број кластера | Назив клкастера | Симптоми |
| ------------- | --------------- | --- |
| Кластер I.    | Општи кластер   | Екстремни замор, исцрпљеност, палпитације, проблеми проналажења речи, неусклађеност говора, дизартрија, тешкоће у концентрацији, раздражљивост, фотофобија, депресивно расположење. |
| Кластер II.   | Грип кластер    | Грозница, екстремна топлина, знојење, тресење, грипозни бол, осећање болести, осећање хладноће.                                                                                     |
| Кластер III.  | Глава кластер   | Главобоља, магловито осећање у глави, тешко осећање у глави; |
| Кластер VI.   | Очни кластер    | Печење у очима, црвене ињектиране очи, замућени вид, сузење иритација, свраб главе, болне очи;                                                                                      |
| Кластер V.    | Носни кластер   | Зачепљен нос са осећајем загушења, ринореја, кијање. |
| Кластер VI.   | Грло кластер    | Прљав укус у устима, сува уста, бол у грлу, гребање у грлу и крупни глас. |
| Кластер VII.  | Мишићни кластер | Мишићни грчеви у леђима или врату, мишићна слабост, бол у мишићи, тешке ноге, крутост мишића.                                                                                       |

### Типови болести
На основу истраживања спроведених код 45 мушкараца, који су испунили пет у горњој табели наведених прелиминарних критеријума за дијагнозу синдрома посторгазмичке болести, утврђено је постојање два типа ПОИС-а — примарни и секундарни.
Примарни тип
У овом типу ПОИС се манифестује од првих ејакулација у пубертету или адолесценцији. Од 45 мушкараца, 49% је имало примарни тип. Према наведеној студији значајан број младића са примарним ПОИС-ом нерадо траже женског партнера јер не могу замислити да ће жена прихватити човека који више воли да се уздржи од секса. Ове особе морају да се суоче са сопственом катастрофалном идејом да ће остати сами до краја свог живота. Али не само то. Ови особе такође морају да се суоче са смањењем фреквенције ејакулација што је више могуће чак и када је потреба за сексом и интимом нормална или чак јака. Они интимност смањују, јер ће последица ејакулације бити поремећај њихове концентрације и будности на њиховом раду у току наредних недељу дана. 
Секундарни тип
У којем ПОИС почиње у каснијем животу. Од 45 мушкараца 51% имало секундарни тип.

### Почетак, трајање и пратећи знаци болести
- У 87% мушкараца, ПОИС је започео у року од 30 минута након ејакулације, и трајао је ју просеку 4,6 ± 2,8 дана.[5]
- Од 73% мушкараца са партнером, учесталост сексуалног односа износила је 1,04 ± 1,00 седмично, а три мушкарца су одлучили да се уздрже од односа.[5]
- Осам мушкараца (од 45 тестираних) пријавило је фреквенцију односа; једном у 2 до 6 месеци, док је код мушкараца старијих од 30 година без партнера, шест мушкараца одлучило да се уздржи од мастурбације што је дуже могуће.[5] Ови подаци илуструју појаву менталног оптерећења ПОИС-а у погођених мушкарца, као и његов однос према болести.
- Најероватније због имунолошких процеса који се активирају током периода активног ПОИС-а, у овој групи од 45 пацијената са ПОИС-ом 56% њих је пријавило доживотну преурањену ејакулацију са интравагиналним латентним временом ејакулације (ИЕЛТ) мањег од 1 минута.[5]

## Клиничка слика
Болест се карактерише брзом појавом симптома након ејакулације, сличних грипу, као што су:
- грозница, праћена повишеном температуром,
- екстремни замор,
- запаљење очију
- когнитивни поремећаји, као што су тешкоће у концентрацији и раздражљивост[2]  Иако ови симптоми спонтано нестају након 3 до 7 дана, они се враћају истом тежином након поновне ејакулације.

Болест има за последицу уздржање од сексуалних активности како би болесник избегао да поново оболи, иако је физички потпуно здрав.

## Терапија
Терапија хипозензитизацијом, за сада је метода избора у лечењу ПОИС-а, и тешко изводити у свакодневној клиничкој пракси, јер је дуготрајна и скупа. 
Болест је још теже лечити и због чињенице да је и даље медицински непризната, па је као таква непозната алерголозима и другим медицинским специјалистима. Зато осигуравајућа друштва нису склона да надокнађују трошкове третман ПОИС-а, све док ПОИС не постане званично призната болест.